# Simon Koech
Simon Koech, född 10 juni 2003, är en kenyansk friidrottare som tävlar i hinderlöpning.

## Karriär
Koech tog brons på 3 000 meter hinder vid juniorvärldsmästerskapen i friidrott 2021.